# The Soundhouse Tapes
A The Soundhouse Tapes az Iron Maiden brit heavy metal együttes első kislemeze, melyet 1978. december 31-én vettek fel, piacra közel egy évvel később, 1979. november 9-én  került. Eredetileg négy számot vettek fel az első demóhoz Cambridge-ben, a Spaceward stúdióban. A demó annyira sikeres volt a rajongók között, hogy végül a zenekar saját kiadásában kislemezen is megjelent. Igaz, a Strange World című dal nem került fel rá, nem voltak elégedettek a felvétel minőségével.
A kislemezből egy hét alatt elkelt az első ötezer példány, és további tizenötezret kellett legyártani. Az együttes ennek a felvételnek köszönhette az EMI-al kötött, öt albumra szóló lemezszerződését. A The Soundhouse Tapes az egyetlen Iron Maiden kiadvány, amelyen négytagú felállásban játszanak (Dave Murray az egyetlen gitáros), és amelyen Doug Sampson dobol. Az anyag címét az északnyugat-londoni Kingsburyben működő The Soundhouse klubról kapta, ahol az együttes rendszeresen fellépett. A klub a brit heavy metal új hulláma kialakulásának egyik fontos helyszíne volt, ahol Neal Kay DJ tartott állandó heavy metal esteket az 1970-es évek végén, a punk mozgalom idején.
1996-ban a Best of the Beast c. válogatásalbum 4-lemezes, limitált, bakelitváltozatán jelent meg újból a The Soundhouse Tapes teljes egészében. Az eredeti kislemez a gyűjtők számára továbbra is igazi ritkaság, rengeteg kalózmásolat készült belőle.

## Számlista
1. Iron Maiden (Steve Harris) – 4:01
2. Invasion (Harris) – 3:07
3. Prowler (Harris) – 4:20

## Közreműködők
- Paul Di’Anno – ének
- Dave Murray – gitár
- Paul Cairns – gitár
- Steve Harris – basszusgitár
- Doug Sampson – dobok